# Seckach
Seckach település Németországban, azon belül Baden-Württembergben. Lakosainak száma 4115 fő (2023. december 31.).

## Népesség
A település népessége az elmúlt években az alábbi módon változott:
| Lakosok száma | 3449 | 3955 | 3698 | 3746 | 3654 | 4285 | 4395 | 4436 | 4131 | 4115 |
|               | 1961 | 1968 | 1974 | 1981 | 1987 | 1994 | 2000 | 2007 | 2013 | 2023 |